# Hoffman Point
Der Hoffman Point ist eine vereiste Landspitze an der Hillary-Küste der antarktischen Ross Dependency. Sie liegt an der Südseite der Mündung des Bertoglio-Gletschers in das Ross-Schelfeis.
Der United States Geological Survey kartierte ihn anhand eigener Tellurometervermessungen und Luftaufnahmen der United States Navy aus den Jahren von 1959 bis 1963. Das Advisory Committee on Antarctic Names benannte ihn 1965 nach Commander George Lee Hoffman (1924–1983) von der US Navy, Kommandeur des Naval Mobile Construction Battalion Eight auf der McMurdo-Station im Rahmen der Operation Deep Freeze des Jahres 1964.